# 加藤晶
加藤 晶（かとう あきら、1931年8月22日 - 没年月日不明）は、元競輪選手。故人。現役時代は日本競輪選手会京都支部に所属。日本競輪学校（当時）第5期生。

## 来歴
1952年にデビュー。捲りの名人という異名を持ち、後に戸上守や白鳥伸雄も得意とするようになる、「三角捲り」（いわゆるショート捲り）を確立した最初の選手とも言われている。同時期に活躍した同じ京都の選手であった松本勝明や、滋賀の中井光雄といった選手たちと比較すると地味な存在だったが、ここ一番の舞台で勝負強いところを見せ、6回の特別競輪制覇を果たした。
とりわけ、鈴木保巳が競輪中継等でそのことを高く評価していたが、特別競輪の決勝戦には進出できなくとも、決勝戦の一つ前のレースとして行われる順位決定戦（準決勝の4～6着の面々で行われるレース）ではほとんど1着を取っていた。また、荒木実にマーク型の選手を勧めたのは加藤であるが、荒木はその後、高松宮杯競輪を2回制覇した。
1965年に競輪祭を完全優勝で制覇したときは34歳で、当時の特別競輪史上最年長優勝記録であった。また、選手生活の晩年には、「最後の1000勝選手達成か?」という話が競輪マスコミ等からしばし取り上げられたこともあったが、あと僅かで達成することはできなかった。
1985年6月11日、選手登録消除。通算戦績989勝。
引退後、晩年は日本名輪会会員としてファンサービスに務めた。

## 主な獲得タイトル
- 1955年 - 全国都道府県選抜競輪 2000m（大宮競輪場）
- 1958年 - 全国都道府県選抜競輪 2000m（花月園競輪場）、高松宮杯（大津びわこ競輪場）
- 1961年 - 全国都道府県選抜競輪 4000m（岸和田競輪場）
- 1965年 - 全国都道府県選抜競輪（門司競輪場）、競輪祭全日本競輪王戦（小倉競輪場）